# Ciega, sordomuda
«Ciega, Sordomuda» es una canción escrita e interpretada por la cantautora colombiana Shakira, lanzado como sencillo el 13 de julio de 1999. Incluida originalmente en su cuarto álbum de estudio, ¿Dónde están los ladrones? (1998). Es la canción más exitosa del álbum y también la más exitosa hasta antes del crossover en 2001.
«Ciega, sordomuda» recibió además una buena recepción crítica en América, destacando especialmente por el extenso uso del mariachi; así como un excelente desempeño comercial, llegando al número uno en varias listas de música importantes, como Billboard Hot Latin Tracks, lista en la cual se mantuvo en el primer lugar durante tres semanas consecutivas, convirtiéndose en el primer sencillo número uno de Shakira en los Estados Unidos.

## Canción
«Ciega, sordomuda» llegó al número 1 en la lista Billboard Hot Latin Tracks por cuatro semanas consecutivas en 1998. Fue un éxito masivo en todos los países de Latinoamérica, alcanzando, por lo menos, el top 10 en cada país de este subcontinente. Es una de las canciones más exitosas de Shakira. En la canción Shakira expresa lo torpe que se siente cuando la persona que ama está cerca de ella, y que no hace caso a las advertencias porque está completamente cegada.
Sobre «Ciega, sordomuda» se ha especulado mucho y hasta el momento solo ella sabe quién la inspiró; hay algunos que aseguran que fue un amor platónico que la cantante tuvo durante muchos años, pero él ni siquiera la miraba, y al componer la canción, la rabia se le quitó.
Esta canción posicionó a Shakira como una de las mejores cantantes latinas de los años 1990, consiguiendo el 7º puesto en las 100 canciones más grandiosas de los 90 en español, según VH1.
En Venezuela se presentó en Súper Sábado Sensacional siendo esta canción también un éxito masivo en ese país.

## Video musical
El video de la canción fue dirigido por el argentino Gustavo Garzón, quien ya había trabajado con ella en el video de «Pies descalzos, sueños blancos» y que dirigiría en el futuro varios videoclips de la artista como «No creo».
En él, se muestra a Shakira siendo perseguida por unos policías en una discoteca, en un ambiente totalmente surrealista, como lo son la mayoría de los videos de Garzón. En la escena donde Shakira es arrestada por dos ciber-policías y van corriendo por un estrecho pasillo, Shakira cae, esta toma se dejó porque la caída fue real, la cantante pasó dos semanas con la rodilla inflamada. 
En el año 2000, como promoción para su disco en vivo MTV Unplugged, se lanzó la versión acústica de esta canción, en donde Shakira lucía un look con el cabello de color rojo. En la versión de la canción desenchufada tocaron mariachis, al estilo mexicano y agradecía a su país Colombia, diciendo: Que viva México y que viva Colombia. El 9 de septiembre de 2011, el video fue subido a su cuenta oficial de YouTube y cuenta con más de 100 millones de reproducciones.

## Posicionamiento en las listas
| Argentina            | Argentina Top 100                | 1 |
| Brasil               | Billboard Brasil                 | 2 |
| Bolivia              | Charts Bolivia                   | 1 |
| Chile                | Chile Singles Charts             | 1 |
| Colombia             | Colombia Singles Charts          | 1 |
| Costa Rica           | Top 15                           | 1 |
| Ecuador              | Ecuador Top 50                   | 1 |
| España               | Airplay España                   | 1 |
| España               | Los 40 Principales               | 1 |
| Estados Unidos       | Billboard Latin Songs            | 1 |
| Estados Unidos       | Billboard Latin Pop Songs        | 1 |
| Estados Unidos       | Billboard Tropical/Salsa Airplay | 1 |
| Guatemala            | Las Veinte Latinas               | 1 |
| Honduras             | Centro Singles                   | 2 |
| México               | Monitor Latino                   | 1 |
| Nicaragua            | Top Ten Latino                   | 2 |
| Paraguay             | Paraguay Singles Charts          | 3 |
| Perú                 | Perú Top Singles                 | 1 |
| Panamá               | Panamá Top 50                    | 1 |
| Puerto Rico          | Top Latin                        | 1 |
| República Dominicana | Caribe Charts                    | 1 |
| Rumania              | Rumania Top 100                  | 1 |
| Uruguay              | Uruguay Singles Charts           | 3 |
| Venezuela            | Venezuela Top 100                | 1 |

## Posicionamiento en la década
| Estados Unidos | VH1 100 canciones de los 90' en español | 7 |